# 浮き飛車
| 9  | 8  | 7  | 6  | 5  | 4  | 3  | 2  | 1  |    |
| 香 | 桂 | 銀 | 金 | 王 |    | 銀 | 桂 | 香 | 一 |
|    | 飛 |    |    |    |    | 金 | 角 |    | 二 |
| 歩 |    | 歩 | 歩 | 歩 | 歩 | 歩 | 歩 | 歩 | 三 |
|    |    |    |    |    |    |    |    |    | 四 |
|    | 歩 |    |    |    |    |    |    |    | 五 |
|    |    |    |    |    |    |    | 飛 |    | 六 |
| 歩 | 歩 | 歩 | 歩 | 歩 | 歩 | 歩 |    | 歩 | 七 |
|    | 角 | 金 |    |    |    |    |    |    | 八 |
| 香 | 桂 | 銀 |    | 玉 | 金 | 銀 | 桂 | 香 | 九 |

浮き飛車（うきびしゃ、英: Floating Rook）は、将棋の序盤の指し方である。
相掛かりでは先手が飛車先を交換し、後手から8筋飛車先を保護することを目指して▲2六飛と後退しておく。その後4筋の歩を突くなどで、攻撃態勢を整える。
浮きと翻訳された用語は、吊りや垂下片といった用語と同義であるが、西洋のチェスで手段別の部分によって守られていない部分をフローティングと呼ぶ。
この位置からの戦術が多数ある。

## 相掛かりの例
6. ▲2六飛。先手が浮き飛車に構えている。
6. ... △7二銀または6 .... △6二銀。後手には、右銀に関して2つのオプションがある。7二または6二のいずれかに進むことが可能   。7筋（△7二銀）オプションが一般的で、相掛かりの標準的な動きになるが、6二は勝又清和は旧式としている 。
6. ... △7二銀。銀を7筋に移動すると、後手は次の展開が可能となる。
（i）8筋を直接進む、より高速の棒銀を繰り出す
（ii）玉が（必要に応じて）△6二玉 –△7一玉と通って脱出するための経路が維持される
（iii）銀は、後手の飛車が8筋から移動した場合に、8三の先手の垂らしまたは8四の控えての歩の垂らしから8三地点を保護することができる
（iv）塚田スペシャルタイプの攻撃で先手の飛車で銀を捕られるのを防ぐ（代わりに6二に移動した場合）
しかし、これは銀で5三を防御し、その地点を経由して5筋に移動することはあきらめている。
6. ... △6二銀。銀を6二に移動すると、後手には次の可能性がある。
（i）5三地点の利きで歩をすぐに保護
（ii）最終的に銀を5三に移動する
ただし、6二の銀と6一の金は、攻撃を受けた場合に王が後手の陣の右側に向かって逃げるのを妨げる壁になる可能性がある。この場合後手は歩を銀の邪魔にならないように移動する必要があるため、攻撃参加は7二銀からの棒銀より遅い斜め棒銀戦（千鳥銀）になるが、それであっても棒銀戦略を試みることができる。
どちらの動きも、5四の銀の腰掛ポジショニングは可能にしている。
以下、図のように後手は△6四歩と進めた局面。6四歩の前にあらかじめ△1四歩とついて、▲2四歩からの「横歩取り」に備えている。
先手はここで▲7六歩と角道を開け、8筋の飛車の横利きがとまったところで後手は△8六歩と飛車先交換を試みる。

こうして後手も飛車を8四に移動の後、浮き飛車型の相掛かりはいくつかの異なるサブ戦術に分岐。これについては以下で詳しく解説。

### 腰掛銀
両者が、または一方が腰掛銀または歩越銀を指すには、先手は右銀を4七から5六に進め、後手は銀を5四から6三に進める必要がある  。

歩が銀の退路をブロックしているため、最初に歩を動かす必要はある。後手は通常、4筋での先手の歩突きよりも早く（6筋で）この歩突きを行う。
13.13... △3四歩。後手は角道を開くことで角をアクティビティを確保する。銀と端歩を動かす前に、角道を開くのがより早く行われた可能性がある。

### 中原流＋浮き飛車
中原流相掛かり（Nakahara Double Wing Attack）は、4筋よりも3筋の歩を突いて攻撃態勢をとる。
早くの▲3六歩により、3七の地点に、銀または桂のどちらかが移動できるスペースができる。
後手は角道を開け、角の働きを活性化することによって応じようとする。

これらの戦略は中原誠にちなんで名付けられた。

#### 中原流3七銀
中原流の3七銀型戦法は、3筋に進められた銀から攻撃開始される。
後手も同様に銀を進めると、次に先手は3筋への攻撃を目指す。
| 9  | 8  | 7  | 6  | 5  | 4  | 3  | 2  | 1  |    |
| 香 | 桂 |    |    | 王 |    | 銀 | 桂 | 香 | 一 |
|    |    |    |    | 金 |    | 金 | 角 |    | 二 |
| 歩 |    | 歩 | 銀 | 歩 | 歩 |    | 歩 |    | 三 |
|    | 飛 |    | 歩 |    |    |    |    | 歩 | 四 |
|    |    |    |    |    |    | 歩 |    |    | 五 |
|    |    | 歩 |    |    | 銀 |    | 飛 | 歩 | 六 |
| 歩 | 歩 |    | 歩 | 歩 | 歩 |    |    |    | 七 |
|    | 角 | 金 |    |    |    |    |    |    | 八 |
| 香 | 桂 | 銀 |    | 玉 | 金 |    | 桂 | 香 | 九 |

後手は△5二金とし、6三に上がった銀をケアする。
先手が3筋の歩を突き捨てているため、角交換から▲4五角で、6三の銀と2三の地点、さらに1二の地点（▲1五歩△同歩▲2四歩△同歩▲1二歩 等）をにらむことが出来る。

#### 中原流-3七桂攻撃
中原流の3七桂作戦は、銀ではなく桂馬を3七に移動させる。このあと中原の場合は▲4八銀-5九金-4九玉型と中原囲いにして1局である。
このスタイルは江戸時代からあり、80年代には内藤國雄なども愛用しており、小林健二も研究しときたま指しこなしていた。

### 塚田スペシャル
| 9  | 8  | 7  | 6  | 5  | 4  | 3  | 2  | 1  |    |
| 香 | 桂 |    | 金 | 王 |    | 銀 | 桂 | 香 | 一 |
|    |    | 銀 |    |    |    | 金 | 角 |    | 二 |
| 歩 |    | 歩 |    | 歩 | 歩 | 歩 | 歩 |    | 三 |
|    |    |    | 歩 |    |    |    | 歩 | 歩 | 四 |
|    |    |    |    |    |    |    |    |    | 五 |
|    | 飛 | 歩 |    |    |    |    | 飛 | 歩 | 六 |
| 歩 |    |    | 歩 | 歩 | 歩 | 歩 |    |    | 七 |
|    | 角 | 金 |    |    |    | 銀 |    |    | 八 |
| 香 | 桂 | 銀 |    | 玉 | 金 |    | 桂 | 香 | 九 |

塚田スペシャル（Tsukada Special ）は、塚田泰明が開発した相掛かりの浮き飛車戦法。

### 縦歩取り
タテ歩取りまたは縦歩取り（Rook on Pawn）は、浮き飛車型相掛かりでのサブクラスであり、浮き飛車側は、3四の地点で角道を開くために開けたもしくは開ける際の相手の歩を取ることを目的として、飛車を3筋に移動  。ここからひねり飛車などに変化していく。

### 新旧対抗・蟹雁戦
| 9  | 8  | 7  | 6  | 5  | 4  | 3  | 2  | 1  |    |
| 香 | 桂 |    |    | 王 |    |    | 桂 | 香 | 一 |
|    | 飛 |    |    | 金 |    | 金 | 角 |    | 二 |
|    |    | 歩 | 歩 | 銀 | 銀 |    | 歩 |    | 三 |
| 歩 |    |    |    | 歩 | 歩 | 歩 |    | 歩 | 四 |
|    |    |    |    |    |    |    |    |    | 五 |
| 歩 |    | 歩 |    |    | 歩 | 歩 | 飛 | 歩 | 六 |
|    | 歩 |    | 歩 | 歩 | 銀 | 桂 |    |    | 七 |
|    | 角 | 金 |    | 金 |    |    |    |    | 八 |
| 香 | 桂 | 銀 | 玉 |    |    |    |    | 香 | 九 |

昭和期には先手が浮き飛車にして、後手が△5四歩と5筋を突くと雁木＋引き飛車にし、先手が▲4六歩と4筋を突いてカニ囲いや矢倉にして戦う将棋も幾つか指されている。

## その他の例
| 9  | 8  | 7  | 6  | 5  | 4  | 3  | 2  | 1  |    |
| 香 |    |    |    |    |    | 王 | 桂 | 香 | 一 |
|    | 飛 |    |    |    |    | 金 |    |    | 二 |
|    |    | 桂 | 歩 | 角 | 金 | 銀 | 歩 |    | 三 |
|    |    | 歩 | 銀 | 歩 | 歩 | 歩 |    | 歩 | 四 |
| 歩 |    | 歩 |    |    |    |    | 歩 |    | 五 |
|    |    | 銀 | 歩 | 歩 | 銀 | 飛 |    | 歩 | 六 |
| 歩 | 歩 |    | 金 |    | 歩 | 桂 |    |    | 七 |
|    | 玉 | 金 | 角 |    |    |    |    |    | 八 |
| 香 | 桂 |    |    |    |    |    |    | 香 | 九 |

飛車を先手四段目、後手六段目に浮かせて指す戦法は相掛かりのほかにも多くある。
代表的なものに、相掛かりに類似する戦法である横歩取りや、アヒル囲い・金開き、袖飛車であれば羽生式や対ツノ銀中飛車で使用される加藤式、端角式の中飛車などでも浮き飛車にして指すことも多い。対振り飛車には他に、急戦であれば4六銀右戦法・▲3七桂-4六銀型やポンポン桂などで仕掛けの前に桂頭を保護する意味で▲2六飛と浮いてから仕掛ける将棋や、石田流相手に石田流の飛車先を交換させないように浮き飛車で対処する指し方がよく活用される。振り飛車においても石田流三間飛車やゴキゲン中飛車や、相振り飛車においても利用される。